# Colapso del puente Sidney Lanier de 1972
El colapso del puente Sidney Lanier de 1972 se produjo el 7 de noviembre de 1972, a las 9:51 p. m. EST, cuando tres secciones del puente Sidney Lanier sobre el río Brunswick en Brunswick (Georgia), Estados Unidos, se derrumbaron después de que un buque de carga, el SS African Neptune, chocara contra el puente. El derrumbe afectó aproximadamente a 450 pies (137,2 m) del puente y provocó la caída al río de 24 personas y diez vehículos motorizados. Diez personas murieron y otras once resultaron heridas.
El puente Sidney Lanier era un puente de elevación vertical conocido entre los marineros por ser difícil de navegar, debido en parte a su pequeña abertura. En la noche del 7 de noviembre de 1972, cuando el African Neptune salía del puerto de Brunswick, no se alineó correctamente con la abertura y chocó contra el puente aproximadamente a 250 pies (80 m) al sur de la sección de elevación vertical. Investigaciones posteriores realizadas por la Guardia Costera de Estados Unidos y la Junta Nacional de Seguridad en el Transporte concluyeron que la desalineación había sido causada por el timonel, que había ingresado incorrectamente las direcciones del timón dadas por el práctico. Los errores del timonel fueron notados por un compañero a bordo del barco, pero no antes de que el buque llegara a un punto en el río donde detenerse por completo era imposible. Tras el impacto, la tripulación del barco desplegó salvavidas y barcos de rescate, y los servicios de emergencia de la zona comenzaron las labores de búsqueda y rescate que continuaron hasta el día siguiente.
En total, el puente estuvo cerrado por reparaciones durante seis meses, con un costo de $ 1.3 millones (equivalentes a $ 9.5 millones en 2023). Tras el incidente, se implementaron medidas de seguridad para evitar la presencia de automóviles en el puente cada vez que el tramo de elevación vertical estaba abierto. En 1987, otro buque de carga chocó contra el puente, lo que ocasionó daños por valor de varios millones de dólares, pero no hubo heridos ni muertos. Tras este segundo incidente, la Guardia Costera declaró que el puente era un peligro para la navegación. En 2003 fue sustituido por un puente atirantado que incorpora sistemas de protección mejorados.

## Antecedentes

### Puente Sidney Lanier

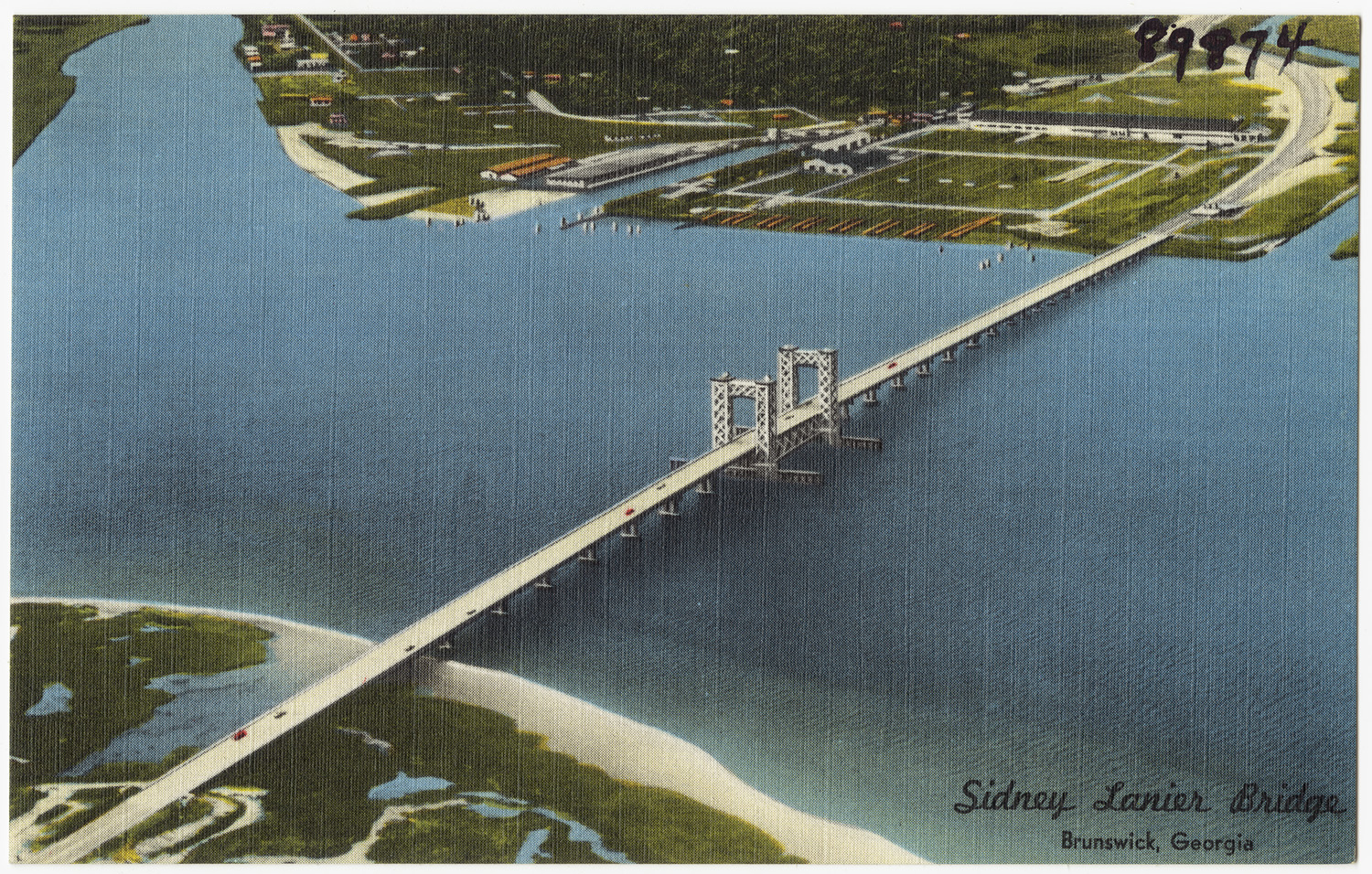
El puente Sidney Lanier era un puente de elevación vertical que cruzaba el río Brunswick en Georgia.

El puente Sidney Lanier fue un puente para automóviles de cuatro carriles que tenía una longitud de 1 milla (1,6 km)de largo, que cruzaba el río Brunswick, un río de mareas, en Brunswick (Georgia). La construcción del puente se completó en 1956. Situado aproximadamente 1,5 mi (2,4 km) al sur del centro de Brunswick, conectaba la Ruta 17 de EE. UU., una importante vía de norte a sur tanto para la parte oriental del condado de Glynn como para la Costa Este de los Estados Unidos en general. Si bien la parte principal del puente tenía solo unos 50 pies (15,2 m) hasta 80 pies (24,4 m) por encima de la superficie del río, contaba con una sección de elevación vertical para permitir que los barcos oceánicos más grandes accedieran al puerto de Brunswick. El puente tenía fama entre los marineros de ser difícil de atravesar, ya que su apertura de 250 pies (80 m) significaba que los barcos grandes con amplios radios de giro tenían que comenzar a alinearse con el paso mucho antes de llegar al puente. Un artículo de 2012 en The Brunswick News describió el paso del puente como «pequeño» y «peligroso» para que pasen barcos grandes.

### SSAfrican Neptune
El SS African Neptune era un buque de carga propiedad de la compañía Farrell Lines de la ciudad de Nueva York. El barco medía aproximadamente 350 pies (106,7 m) de largo y pesaba aproximadamente 11 000 toneladas cortas. Alrededor de las 11 p. m. EST del 6 de noviembre de 1972, el barco llegó a la apertura del canal que conduce al puerto, pero debido a la reputación del puente, Frank Stanejko, el capitán del barco African Neptune, decidió esperar hasta la mañana siguiente para comenzar el 15 mi (24,1 km) de recorrido desde el Océano Atlántico hasta los muelles. El barco recogió su carga, resina con destino a Kenia, en los muelles estatales de la bahía de Oglethorpe, un pequeño río de marea que se combinó con el río Turtle para formar el río Brunswick aproximadamente 400 yardas (400 m) aguas arriba del puente.

## Colapso

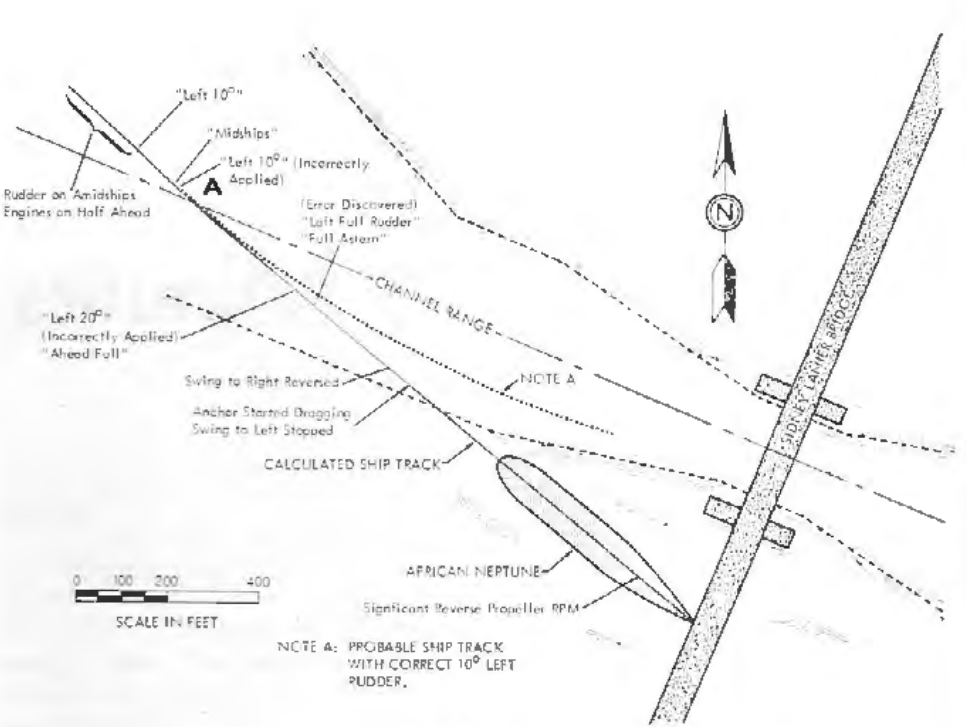
Ilustración preparada por la Junta Nacional de Seguridad en el Transporte que muestra la trayectoria aproximada del barco.

Debido a las fuertes lluvias, el barco no recibió autorización para salir del puerto hasta las 9:36 p. m. del 7 de noviembre, un martes por la noche, durante un período de marea alta. En la timonera estaban dos práctico s y el capitán del barco. El práctico de mayor edad de los dos era responsable de maniobrar el barco desde el momento de su desatraque hasta después de pasar por el puente. Un remolcador ayudó al African Neptune a salir del muelle, después de lo cual maniobró por sus propios medios fuera del área del puerto y alrededor de varias barcazas que estaban amarradas en el río. Alrededor de las 9:43 p. m., el timonel recibió órdenes de girar el timón del barco «LEFT, 10°» («Izquierda, 10º») para comenzar a alinear el barco con la abertura del puente. Poco después de recibir estas órdenes, el capitán Stanejko relevó de sus funciones al timonel del barco y lo reemplazó por otro marinero capaz. Según un informe posterior emitido por la Junta Nacional de Seguridad en el Transporte (NTSB) y la Guardia Costera de Estados Unidos, el capitán Stanejko relevó de sus funciones al timonel inicial porque consideró que la forma en que éste respondía a las órdenes del piloto era insatisfactoria. Henry Billitz, un miembro de la tripulación que estaba a bordo del African Neptune esa noche, declaró más tarde que el timonel inicial estaba borracho mientras estaba de servicio. Alrededor de las 9:44 p. m., el piloto ordenó nuevamente girar el timón «LEFT, 10°».
Aproximadamente a las 9:46 p. m., el barco había llegado a un punto sin retorno donde ahora estaba completamente comprometido a pasar a través de la abertura del puente. En ese momento, el piloto ordenó poner los motores en «FULL AHEAD» («a toda máquina») y ordenó girar el timón a «LEFT, 20°» («Izquierda, 20º»). Poco después de que se dieran las órdenes de «LEFT, 20°», un oficial analizó el indicador de ángulo del timón y vio que el timón estaba en realidad posicionado a 10° a la derecha y se estaba desplazando más hacia la orilla derecha del río Brunswick. El oficial avisó al timonel, quien comenzó a girar el volante hacia la izquierda. Aproximadamente a las 9:47 p. m., el piloto mayor notó que el indicador de ángulo del timón ahora mostraba una lectura de 20° a la derecha, lo que lo impulsó a ordenar al timonel que girara el timón «HARD LEFT» («totalmente a la izquierda») y cambiara los motores a «FULL ASTERN» («potra completa»). Después de que estas nuevas órdenes fueron transmitidas al timonel, el indicador comenzó a aumentar hacia la derecha, hacia unos 25°. Por esa época se dieron órdenes de echar el ancla de estribor, aunque a unas 105 brazas inglesas (190 m) de longitud de línea se adelantó antes de que el ancla enganchara. A las 9:48 p. m., el piloto ordenó «HARD RIGHT» («[gire] totalmente a la derecha»), momento en el que el barco había disminuido su velocidad a aproximadamente 1 o 2 nudos (0.5 a 1 m/s).
En el momento en que se levantó el tramo de elevación vertical, había 24 personas en el puente. Cuando estas personas comenzaron a notar que el barco se acercaba al puente, varios comenzaron a huir, y al menos tres lograron salir del puente. Aproximadamente a las 9:50 p. m., aproximadamente 13 minutos después de salir del muelle, el African Neptune chocó contra la parte sur del puente. El impacto se produjo aproximadamente a 250 pies (80 m) al sur de la torre de elevación más cercana. Después de la colisión, tres secciones del puente, con un total de aproximadamente 450 pies (137,2 m) en total, cayeron al río. Diez vehículos de motor, compuestos por 8 automóviles y dos camiones semirremolque, y 24 personas cayeron al río, que en ese punto tenía una profundidad de unos 30 pies (10 m).

## Respuesta

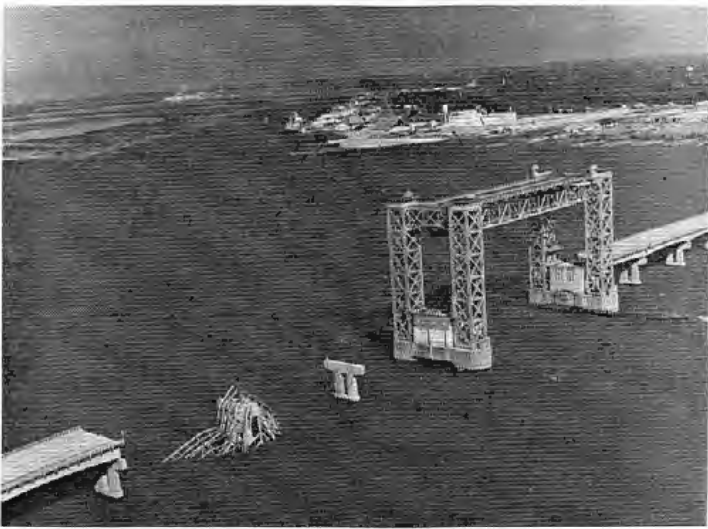
Vista aérea del puente colapsado.

Inmediatamente después del colapso, los miembros de la tripulación del African Neptune comenzaron a lanzar salvavidas al río y desplegaron buques de salvamento para rescatar a las personas que habían caído del puente. Mientras tanto, el operador del puente llamó al Departamento de Policía de Brunswick y se envió una señal de socorro. Varias embarcaciones del puerto, incluido el remolcador que había ayudado al African Neptune, respondieron al llamado, y también llegaron equipos de emergencia de muchas jurisdicciones y organizaciones cercanas, incluida la policía de la isla Jekyll, la Patrulla Estatal de Georgia y unidades de Defensa Civil. Sin embargo, los esfuerzos de rescate se vieron obstaculizados por la oscuridad y el clima poco cooperativo. Varias personas fueron rescatadas del agua, mientras que algunas personas que estaban en el puente durante el impacto lograron permanecer en la estructura dañada. Los sobrevivientes fueron trasladados al Hospital Memorial Glynn-Brunswick para recibir tratamiento. Aunque los informes iniciales de Associated Press enumeraron sólo una persona muerta y ocho desaparecidas, el número de muertos aumentó al día siguiente. En total, se informó que diez personas murieron, mientras que otras once resultaron heridas por el derrumbe.

## Secuelas

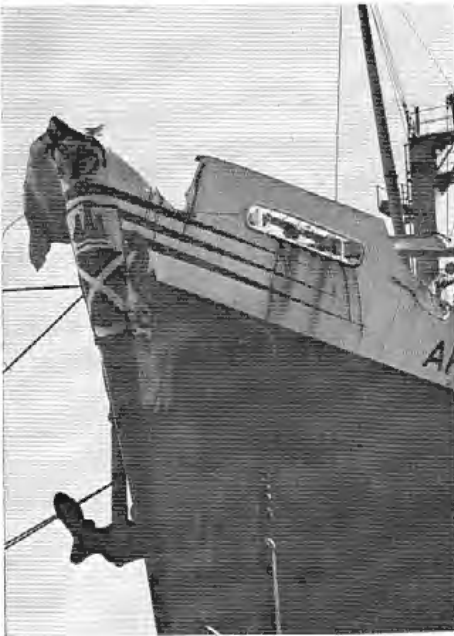
El African Neptune sufrió algunos daños menores en su proa.

Inmediatamente después del colapso, el puerto fue cerrado durante la noche y el African Neptune fue conducido por dos remolcadores a un muelle para reparaciones temporales. Aunque el barco no estaba en peligro inmediato de hundirse, había sufrido algunos daños en su proa. Al día siguiente, el barco viajó al puerto de Savannah, donde descargó su carga y le realizaron reparaciones permanentes. Antes de partir, el gobernador de Georgia, Jimmy Carter, llegó a Brunswick para inspeccionar los daños y hablar con algunos miembros de la tripulación del barco. Las operaciones de búsqueda y rescate continuaron hasta la mañana siguiente, aunque no se encontraron más sobrevivientes, y los equipos comenzaron a recoger escombros del río ese mismo día. El último cuerpo fue recuperado de los escombros el 12 de noviembre. Los informes iniciales de United Press International (UPI) estimaron que el puente estaría fuera de servicio durante al menos seis meses y costaría más de $ 1 millón de dólares ($ 7.3 millones en 2023) para reparar. Como la Interestatal 95 en Georgia aún no se había construido a través del condado de Glynn en ese momento, la única opción de desvío cercana era a través de la Ruta Estatal 303 de Georgia a través de la isla Blythe. Poco después del incidente, el gobierno de Georgia presentó una demanda contra los propietarios del barco en el Corte de Distrito de los Estados Unidos para el Distrito Sur de Nueva York, solicitando una indemnización de $ 2 millones ($ 14.6 millones en 2023) en daños y perjuicios y solicitando que el buque sea condenado y vendido para satisfacer esta cantidad.

### Investigación
El 8 de noviembre, la Guardia Costera de Estados Unidos inició una investigación sobre el incidente, y la Junta Nacional de Seguridad en el Transporte (NTSB) también inició una investigación. El informe inicial de UPI atribuyó el accidente a un problema mecánico con el mecanismo de dirección o a un error de pilotaje. Sin embargo, en sus informes finales emitidos en mayo de 1974, las investigaciones revelaron que la colisión (término náutico para referirse a una colisión entre un barco en movimiento y un objeto estacionario) había sido el resultado de que el timonel ingresó incorrectamente las órdenes del piloto. A medida que el barco se acercaba a la abertura del puente, en lugar de aplicar correctamente las órdenes «LEFT» («izquierda») del piloto, el timonel había ordenado direcciones «RIGHT» («derecha»). En su investigación, la NTSB descubrió que el diseño de la timonera puede haber jugado un papel en la colisión, ya que el volante era pequeño y estaba parcialmente oculto a la vista del timonel, y las otras personas en la timonera no podían ver en qué dirección se giraba el volante. Además, el indicador de orden del timón era un pequeño instrumento en un área empotrada que requería que el espectador estuviera muy cerca para leerlo. Además, el compañero no estaba supervisando continuamente al timonel en ese momento debido a otras tareas que tenía a bordo del puente. Así, según la NTSB, en el momento en que el timonel estaba aplicando órdenes incorrectamente, ni el capitán, ni los pilotos, ni el oficial estaban monitoreando la entrada con suficiente frecuencia para identificar el error antes del «punto de no retorno». La Guardia Costera también identificó problemas con la configuración del puente como contribuyentes al incidente, ya que se requería que el barco, y otros barcos de diseño similar, estuvieran en un estado de giro más allá del «punto sin retorno» para realizar la apertura del puente.

### Historia posterior

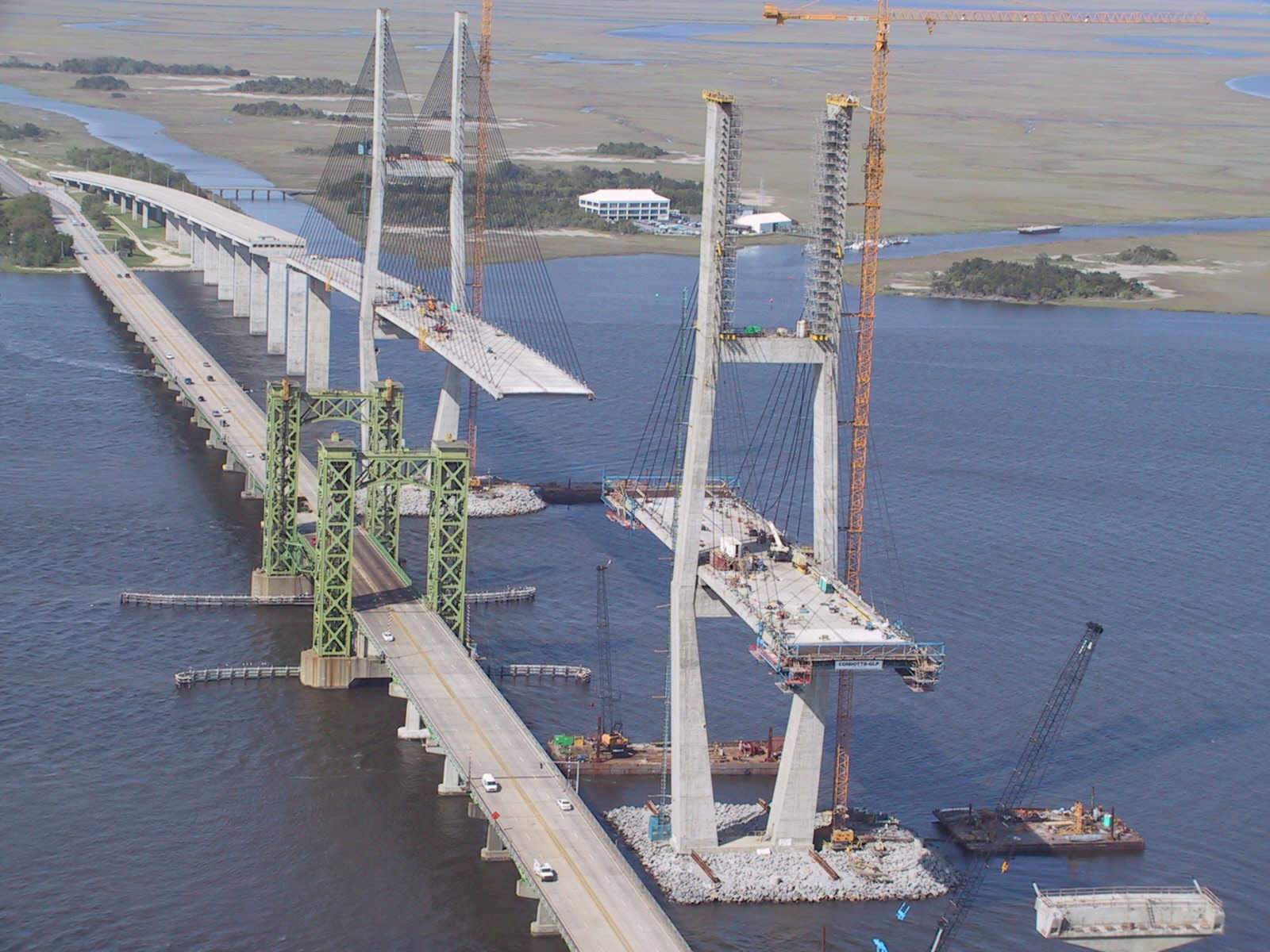
En 2003, el puente de elevación vertical fue reemplazado por un puente atirantado (en la foto, en construcción, 2001).

Las reparaciones del puente tardaron seis meses en completarse en total y costaron aproximadamente $ 1.3 millones ($ 9.5 millones en 2023). Después de las reparaciones, se instalaron barricadas para mantener los automóviles completamente fuera del tramo principal del puente siempre que el tramo de elevación vertical estuviera abierto, con el fin de reducir el riesgo de víctimas en cualquier colapso futuro del puente.
Si bien la colisión de 1972 fue la primera vez que un barco chocó contra el puente Sidney Lanier, no sería la última, ya que en 1987, un buque de carga polaco chocó contra el puente. Esta colisión se produjo cuando el barco, el Ziema Bialostocka, salía del puerto y atravesaba la abertura del puente. Durante ese tiempo, un ancla en el costado de estribor del barco hizo contacto con una torre de soporte en el costado sur del puente, causando un hundimiento de aproximadamente $ 3 millones en daños ($ 8 millones en 2023) y provocó el cierre del puente durante aproximadamente cinco meses. Sin embargo, a diferencia del suceso de 1972, este incidente no causó heridos ni muertos. Después de esta segunda colisión, la Guardia Costera declaró que el puente era un peligro para la navegación.
En 2003, el puente levadizo vertical original fue reemplazado por un nuevo puente atirantado que presentaba sistemas de protección de puente mejorados, como varios acres de islas artificiales que rodeaban cada uno de los pilones del nuevo puente. Según Billitz, el impacto del Neptuno africano fue citado por varios funcionarios del gobierno como razón para reemplazar el puente existente. El nuevo puente, que mantuvo el nombre de Sidney Lanier, es el puente más largo y más alto del estado y cuenta con una gran área abierta debajo de su tramo principal para que pasen los barcos de carga, eliminando la necesidad de un puente levadizo o un tramo de elevación vertical. Una vez finalizado el nuevo puente, se demolió el antiguo, salvándose sólo una pequeña parte que fue modificada para convertirla en un muelle pesquero.